# Marco Casagrande (architetto)
Marco Casagrande (Turku, 7 maggio 1971) è un architetto finlandese.
Laureato presso la Helsinki University of Technology (nel 2001) è professore di architettura.

## Biografia
Casagrande nasce da una famiglia cattolica italo-finlandese. Cresce in Ylitornio nella Lapponia finlandese prima di muoversi ad Helsinki per studiare architettura.

### Mercenario
Dopo il suo servizio nell'Esercito finlandese, nel 1993 Casagrande entra volontario nella Bosnian Croat Defence Forces HVO. Scrive sotto il nome di Luca Moconesi il controverso libro Mostarin tien liftarit / Hitchhikers on the Road to Mostar (WSOY 1997) riguardo alla sua esperienza nella Guerra civile bosniaca. A causa della descrizione dei crimini di guerra, commessi dal protagonista del suo libro autobiografico, cade sotto il sospetto di essere un possibile criminale di guerra. A sua difesa, dichiarerà che il lavoro svolto nel libro è stato solamente frutto della sua immaginazione.

### Architetto

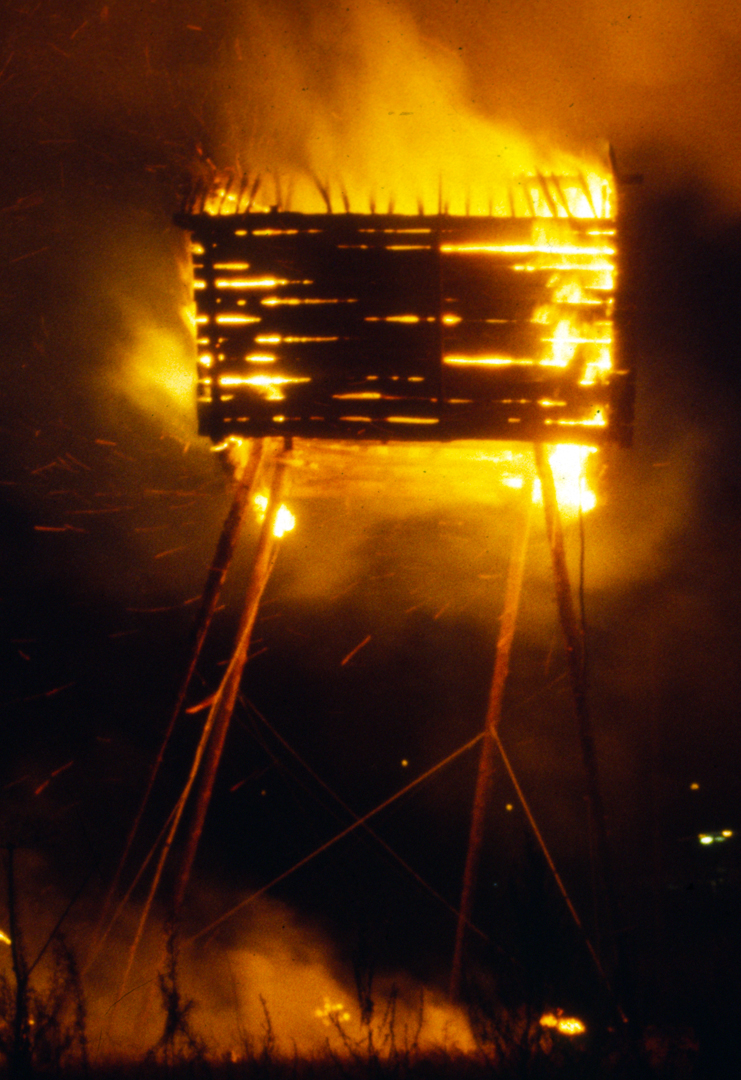
Land(e)scape, 1999

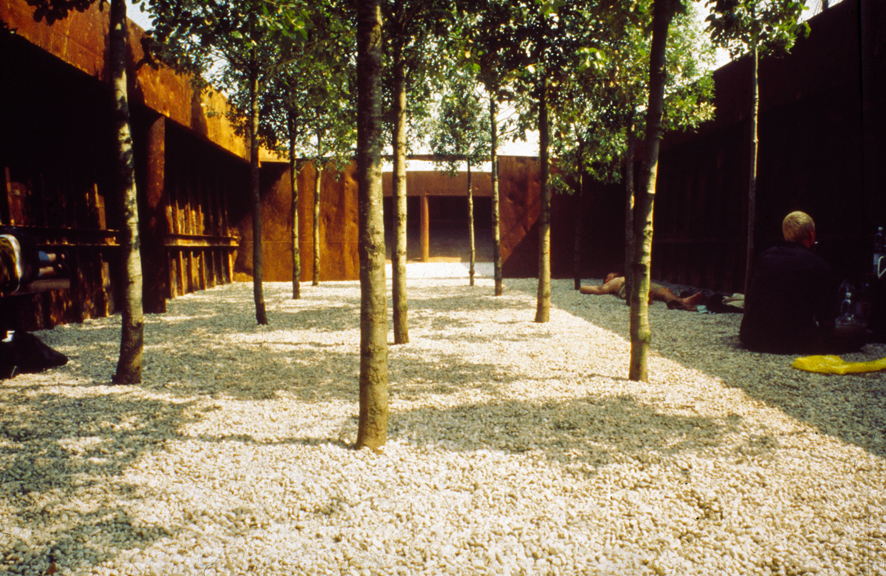
Sixty Minute Man, 2000

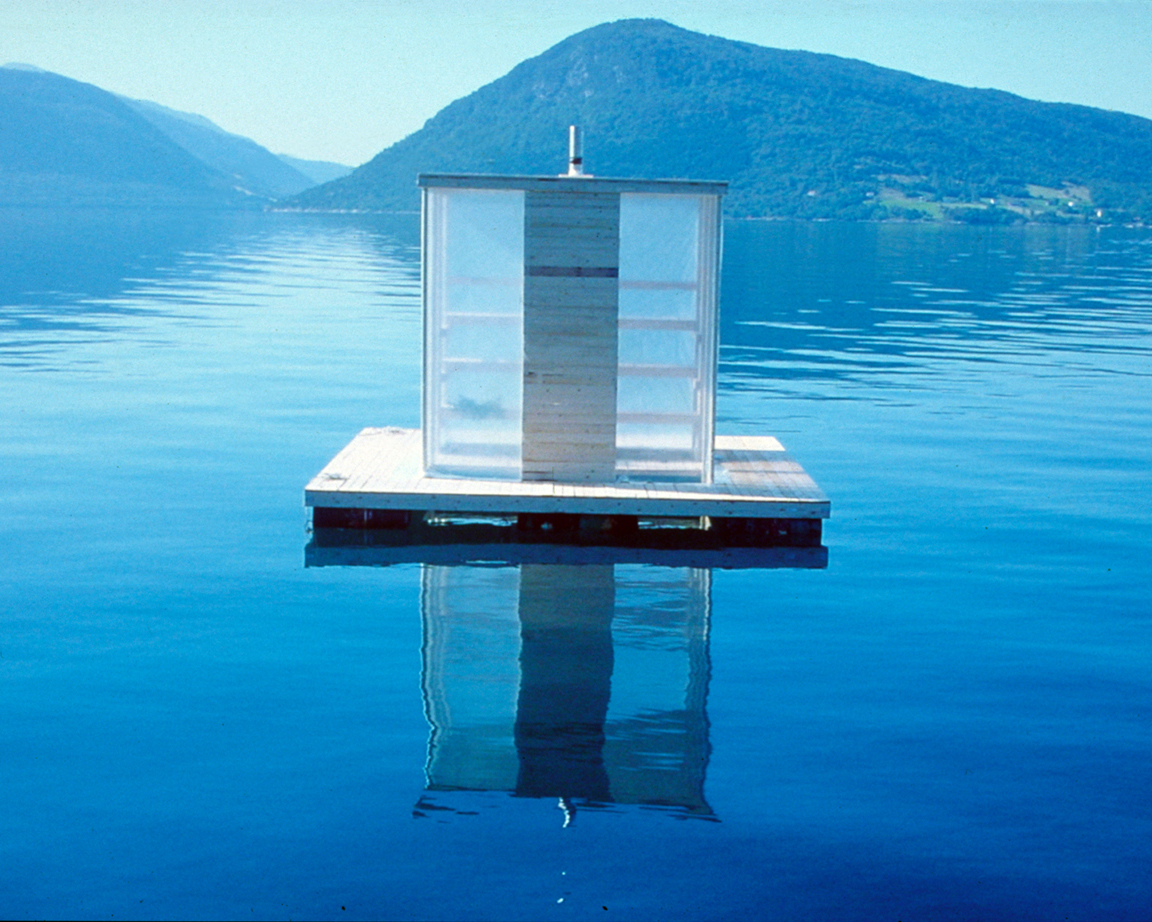
Floating Sauna, 2002

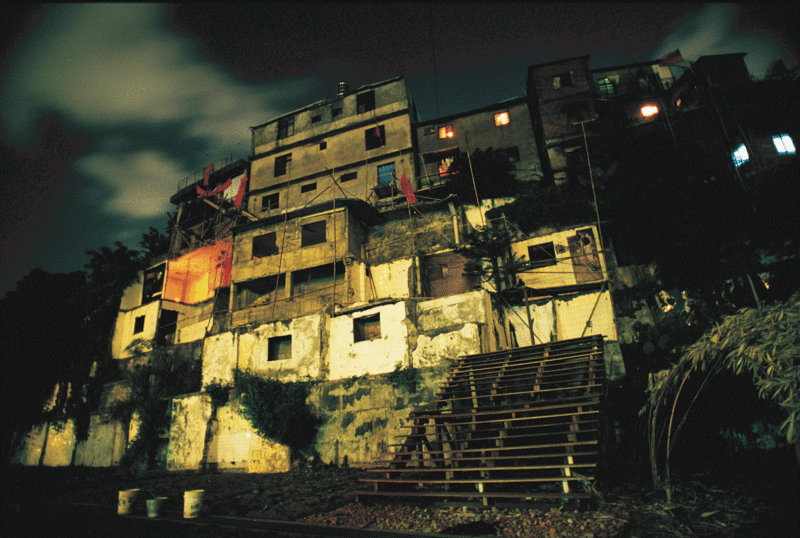
Treasure Hill, 2003

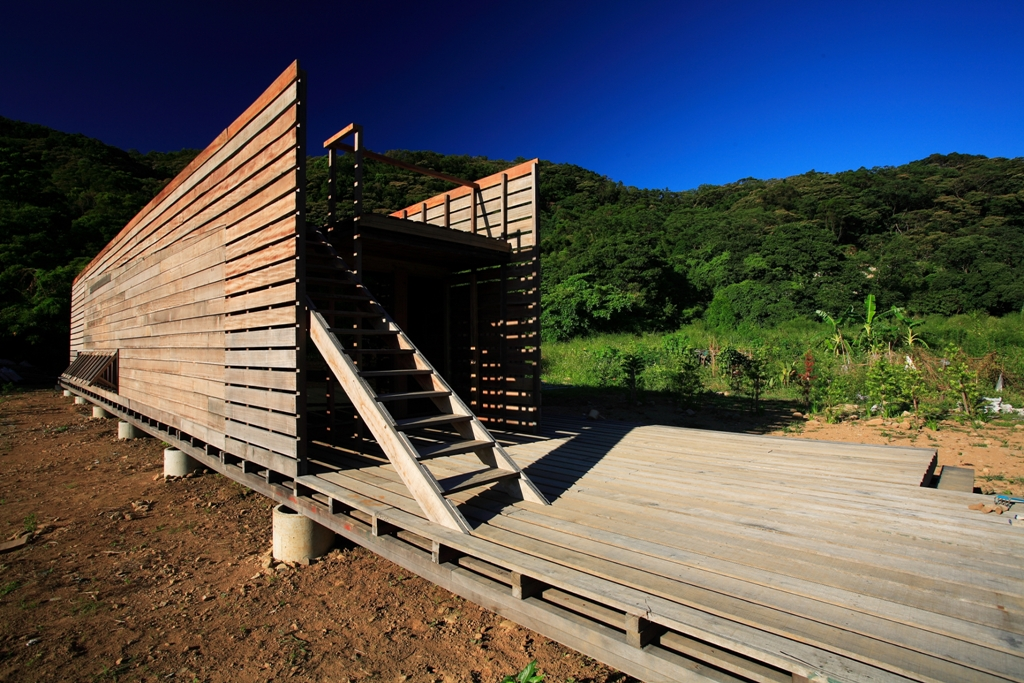
Chen House, 2008

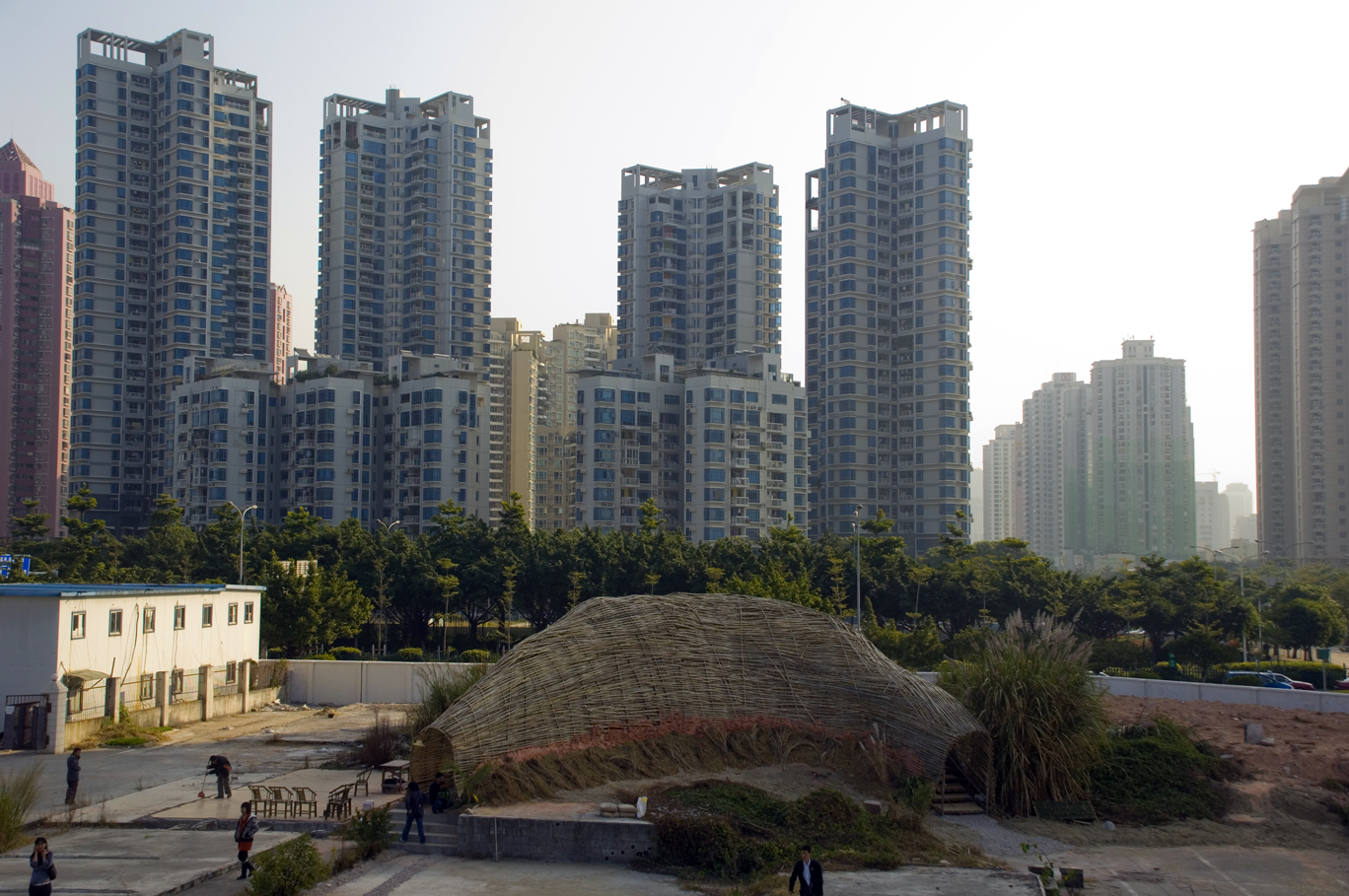
Bug Dome, 2009

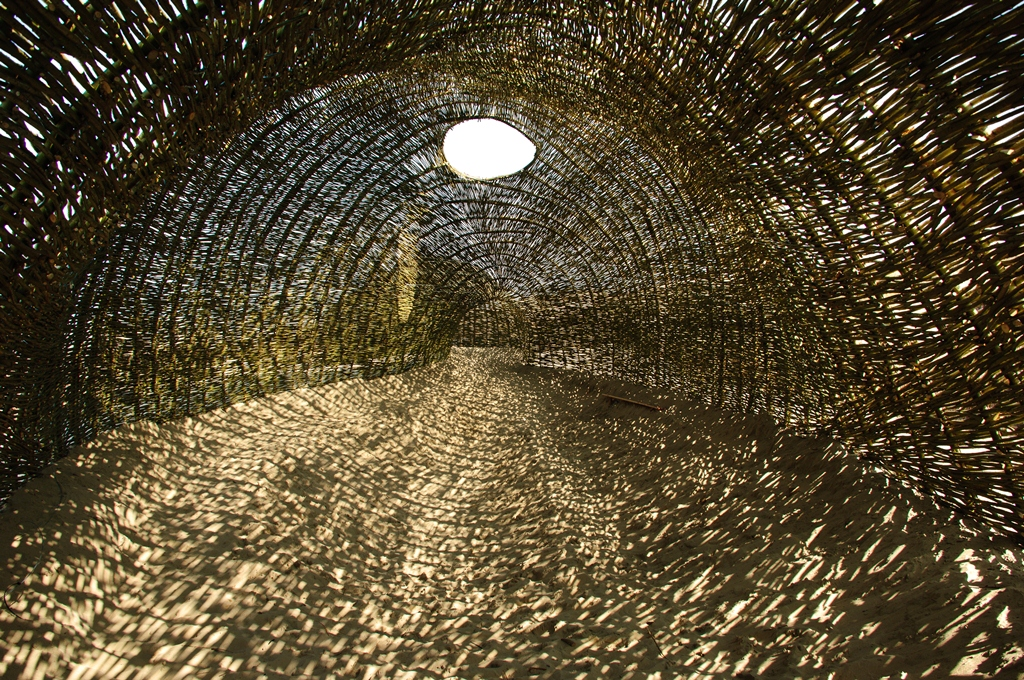
Sandworm, 2012

Dopo aver vinto la finale delle premiazioni indette dal giornale britannico Architectural Review, l'Emerging Architecture Award (1999) Marco Casagrande e il suo futuro partner Sami Rintala vengono invitati alla Biennale di Venezia (2000). Il reporter del New York Times sceglie il loro progetto "60 Minute Man" come suo favorito della Biennale. Nel progetto Casagrande & Rintala piantano un giardino di querce su un barcone abbandonato,  sopra il quantitativo di compost equivalente a quello prodotto in 60 minuti dalla città di Venezia. Il lavoro architettonico di Casagrande abbraccia i regni dell'architettura, della pianificazione urbanistica e ambientale, dell'arte ambientale, del circo e di altre discipline artistiche. Dalle prime fasi della sua carriera, Casagrande ha iniziato a fondere architettura con altre discipline dell'arte e della scienza attraverso una serie di installazioni architettoniche con una forte valenza ecologica. Sia le opere che i temi principali del lavoro di Casagrande si muovono liberamente tra le discipline dell'architettura, del design urbano e ambientale e della scienza, dell'arte ambientale, dando vita ad un pensiero architettonico singolare, di «commedia dell'Architettura», una visione ampia di costruzione dell'ambiente umano legato al dramma sociale e alla consapevolezza ambientale. «Non c'è altra realtà che la natura». Egli vede gli architetti, come gli sciamani che solo devono interpretare ciò che la natura della mente condivisa sta trasmettendo.
Nella ricerca della subcosciente architettura, vera realtà e connessione tra uomo moderno e natura. Egli crede che non si debba essere accecati dallo stress, dal sistema economico circostante, dall'intrattenimento e dall'informazione online. Ciò che e vero è prezioso.
Casagrande viene nominato professore di pianificazione urbana ecologica presso la sede taiwanese della Tamkang University dopo il Treasure Hill project, nel quale Casagrande converte un insediamento abusivo di contadini in un laboratorio sperimentale di urbanistica ambientale. Tale revisione suscita reazioni miste da parte della comunità.
La sua teoria di Città di Terza Generazione vede la condizione urbana post industriale come una macchina rovinata dalla natura umana e gli architetti come sciamani che meramente interpretano ciò che viene trasmesso dalla natura più grande del pensiero condiviso.
Casagrande considera le città come organismi complessi nei quali la sovrapposizione di differenti livelli di flussi di energia determina le azioni dei cittadini così come lo sviluppo della città stessa. Interrelando ambientalismo e progettazione urbana Casagrande ha sviluppato metodi di manipolazione puntuale dei flussi di energia urbana con il fine di promuovere uno sviluppo ecologicamente sostenibile indirizzato alle cosiddette città di terza generazione (città post-industriali). Tale teoria è stata sviluppata presso la Tamkang University di Taiwan e presso il centro di ricerca multidisciplinare Ruin Academy.
Casagrande definisce l'agopuntura urbana come:
Marco Casagrande collabora con l'International Society of Biourbanism (ISB), fin dalla sua fondazione con pubblicazioni e dibattiti. Nel 2013 ha insegnato alla ISB Summer School in Neuroergonomia e Urban Placemaking, ha pubblicato il suo libro "Biourban agopuncture. Treasure Hill of Taipei to Artena" e fonda sempre con la ISB la sede italiana della Ruin Academy ad Artena, Roma.
Il direttivo e i membri internazionali della ISB lo hanno eletto, all'unanimità, come vicepresidente nel gennaio 2014.

## Opere
- Land(e)scape, installazione architettonica, Casagrande & Rintala, Savonlinna Finland 1999
  - Tre fienili abbandonati, montati su tre gambe alte 10 metri per rifarsi agli agricoltori delle città del sud. Alla fine dell'esposizio l'installazione viene bruciata dagli autori.
- 60 Minute Man, installazione architettonica, Casagrande & Rintala, La Biennale di Venezia 2000
  - Barcone abbandonato lungo50 metri, all'interno del quale viene piantato un giardino di querce sopra il quantitativo di compost equivalente a quello prodotto in 60 minuti dalla città di Venezia.
- Uunisaari Summer Theatre, architettura temporanea, Casagrande & Rintala, Helsinki Finland 2000
  - Teatro circolare temporaneo costruito in Suomenlinna –isola nei dintorni di Helsinki.[19]
- 1000 White Flags, installazione d'arte ambientale, Casagrande & Rintala, Koli Finland 2000
  - Bandiere bianche ricavate da lenzuola usate in ospedali psichiatrici, montate su una pista da sci di discesa, per curare la collina.[20]
- Quetzalcoatlus, installazione, Casagrande & Rintala, Havana Biennale 2000
  - Barra di ferro di 300 kg, allungata tra due palazzi universitari distanti tra loro 10 km.
- Bird Hangar, installazione architettonica, Casagrande & Rintala, Yokohama Triennial 2001
  - Telaio conico con corde di canapa che sostengono uccelli in balsa, attaccati a un pallone meteorologico, che dovrebbero portare i semi degli ortaggi giapponesi verso la città.[21]
- Installation 1:2001, public installation, Casagrande & Rintala, Biennale internazionale dell'arte contemporanea 2001
  - Parete circolare creata con 15.000 libri di politica, filosofia e religione, i cui titoli risaltano all'esterno della parete. La parte interna è invece rivestita di fogli bianchi. L'opera era inizialmente destinata ad un'installazione a Cuba, ma la resistenza del governo costrinse il progetto verso l'Italia.[22]
- Dallas-Kalevala, viaggio ambientale, Casagrande & Rintala, Demeter Environmental Art, Hokkaidō Japan 2002
  - Un viaggio in macchina dalla Finlandia al Giappone, collezionando foto di nonne eseguite con polaroid, vecchi manufatti in legno e suoni di radio locali.[23]
- Chain Reactor, installazione architettonica, Casagrande & Rintala, Montréal Biennale 2002
  - Un cubo di 6 x 6 x 6 metri, composto di travi a “doppi T” e catene di acciaio riciclato, realizzato per incorniciare un camino.[24]
- Anarchist Gardener, esecuzione artistica e installazioni, Porto Rico Biennial 2002
  - Parata di un Dio inventato per fermare il traffico autostradale, in modo da costruire una serie di giardini industriali Zen.[25]
- Floating Sauna, architettura temporanea, Casagrande & Rintala, Rosendahl village Norway 2002
  - Sauna trasparente galleggiante ai margini di un fiordo, usata come spazio pubblico per un villaggio di pescatori.[26]
- Redrum, installazione architettonica, Casagrande & Rintala, Alaska Design Forum 2003
  - Tempio per petrolio rivolto verso l'edificio del Governo Federale statunitense nel mezzo dell'Anchorage.  Realizzato con serbatoi tagliati a metà, con pavimento riempito da conchiglie d'ostriche.[27]
- Potemkin, parco, Casagrande & Rintala, Etchigo Tsumari Contemporary Art Triennial 2003
  - Parco di acciaio lungo 130 metri, per meditazione post industriale nel mezzo dei campi di riso.[28]
- Treasure Hill, restauro di area abitativa, Taipei Taiwan 2003
  - Riabilitazione ecologica realizzata per una area abitativa abusiva.[29]
- Post Industrial Fleet, architettura navale, CREW*31, La Biennale di Venezia 2004
  - Strategie di riciclaggio architettonico per navi industriali fuori servizio.
- Human Layer, agopuntura urbana, Saluti da Londra[30] - Helsinki Festival - Taipei on the Move 2004[31]
  - Serie di agopunture urbane progettate per le città di Londra, Helsinki, e Taipei.[32]
- Chamber of the Post-Urbanist 104, life style installation, Taipei Museum of Contemporary Art 2005
  - Mobili in acciaio per caverna post urbana man style living.[33]
- Future Pavilion, Taiwan Design Expo, esibizione interdisciplinare d'arte-architettura nelle rovine del Wei Wu Military Camp, Kaoshioung.[34]
- CityZenGarden, installazione, insieme con 3RW Architects [24], La Biennale di Venezia 2006
  - Giardino di pietra orientale fatto di vetro riciclato fuori dalla prigione di Venezia. Video-documentazione dei contadini urbani taiwanesi.[35]
- Chen House, Datun Mountains, Taiwan. World Architecture Award 2009.
  - La rovina avviene quando il prodotto dell'uomo diventa parte della natura. Con questa casa non vedevamo l'ora di disegnare una rovina.[36]
- Bug Dome, Shenzhen - Hong Kong Biennale of Architecture & Urbanism 2009.[37]
- Ruin Academy, Taipei, Taiwan 2010.
- Ruin Academy, Artena, Italia 2013.[38]